# Fula jihads

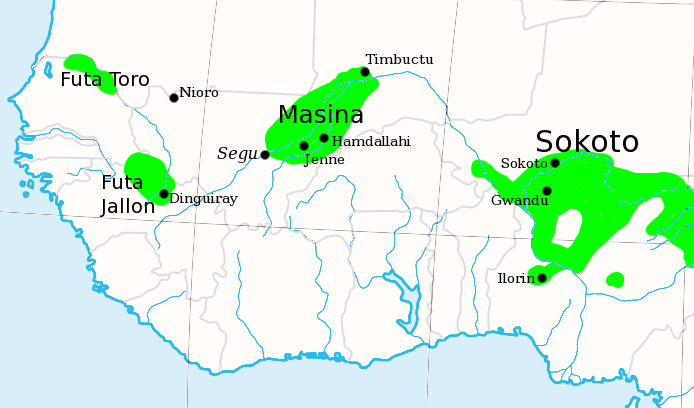
Fulani jihadstaten in Afrika, ca. 1830

De Fula (of Fulani) jihads (soms de Fulani revolutie genoemd) waren een reeks jihadistische oorlogen die plaatsvonden in West-Afrika in de 18e en 19e eeuw, voornamelijk geleid door de Fulbe, ook wel Fula of Fulani genoemd, een etnische groep van wie de meesten moslim zijn. De jihads en jihadstaten kwamen ten einde door de Europese kolonisatie van Afrika.
De eerste opstand die door de islam was geïnspireerd, vond plaats in Fouta-Djalongebergte in 1725, toen Fula veeboeren, geholpen door islamitische handelaren, in opstand kwamen tegen de inheemse stamhoofden die nog steeds heersten op grond van traditionele Afrikaanse religies. Tegen 1750 hadden de Fula het imamaat Fouta-Djalon (of Futa Jallon) gesticht en de streek onderworpen aan de sharia. Hun succes inspireerde de Fula en Toucouleur aan de stroomafwaartse oevers van de rivier de Sénégal om hun eigen imamaat te stichten, Fouta Toro, door middel van een reeks oorlogen tussen 1769 en 1776.
In de vroege 19e eeuw verspreidde de jihadbeweging zich oostwaarts naar de Hausastaten. Het resultaat van de Fulani Oorlog (1804–1808), gevoerd door de revolutionair Usman dan Fodio, was het kalifaat Sokoto, tot dan toe de grootste staat in West-Afrika. Sokoto was agressief-expansionistisch en verzwakte het oude Bornu-rijk in ernstige mate.
Hoewel religie het belangrijkste motief was voor de jihads, was het na verloop van tijd mogelijk niet de hoofdreden meer; de Fula wilden krijgsgevangenen maken om als slaven te verkopen in ruil voor waardevolle goederen uit het kustgebied.